# Golf aux Jeux olympiques de la jeunesse de 2018
Navigation
Édition précédente Édition suivante
Les épreuves de golf aux Jeux olympiques de la jeunesse de 2018 ont lieu au Hurlingham Club de Hurlingham , en Argentine, du 9 au 15 octobre 2018. 
Chaque comité olympique retenu selon leur classement pouvait inscrire une équipe d'un garçon et d'une fille. Seule la Corée du Sud n'a pu envoyer qu'un garçon complété par une Indonésienne invitée pour maintenir la parité.
L'Australie remporte le titre en individuel masculin et féminin même si en équipe, l'Australie finit 9e (+4) derrière la Thaïlande (-12).

## Compétition

### Épreuves individuels
Les épreuves individuelles se déroulent sur 54 trous (3 tours de 18 trous). Chaque joueur joue contre tous les autres joueurs. Les joueurs complètent chaque trou du parcours en trois tours et le joueur qui a le score cumulé le plus bas pour les trois tours est le gagnant.
Un tirage au sort parmi les têtes de série est appliqué pour le tour 3, les joueurs en tête terminant en dernier.

### Épreuves par équipe
Les équipes sont composées d'un joueur féminin et d'un joueur masculin. Les joueurs sont principalement issus du même CNO, mais si ce n’est pas possible, ils peuvent appartenir à différents CNO.
1. Premier tour: jeu par coups à quatre balles (deux joueurs jouent en tant que partenaires, chacun jouant sa propre balle. Le score le plus bas des partenaires est le score du trou. Si un partenaire ne complète pas un trou, il n'y a pas de pénalité).
2. Deuxième tour: Foursomes Stroke Play (des paires de joueurs jouent en tant que partenaires et chaque paire joue une seule balle, en alternant les coups).
3. Troisième tour: Cumul des scores par équipe basés sur les scores individuels féminins 3 (F) et masculins individuels 3 (M) L'épreuve par équipes mixtes se déroule sur 72 trous (4 tours x 18 trous).

Le score par équipe est l’addition des scores des premier et deuxième tours ainsi que des scores individuels obtenus par les femmes 3 (F) et les hommes 3 (M) au troisième tour. L'équipe qui a le score cumulé le plus bas pour les trois tours est le vainqueur.

## Podiums
| Event              | Or                                                    | Argent                                 | Bronze                                                 |
| ------------------ | ----------------------------------------------------- | -------------------------------------- | ------------------------------------------------------ |
| Individuel Garçons | Karl Vilips (-4)                                      | Akshay Bhatia (-2)                     | Jerry Ji (+1)                                          |
| Individuel Filles  | Grace Kim (+1)                                        | Alessia Nobilio (+4)                   | Emma Spitz (+4)                                        |
| Équipe mixte       | Thaïlande (-12) Vanchai Luangnitikul Atthaya Thitikul | États-Unis (-11) Akshay Bhatia Lucy Li | Argentine (-7) Mateo Fernandez De Oliveira Ela Anacona |